# Castelfidardo (1864)
«Кастельфідардо» (італ. Regina Maria Pia) — броненосець типу «Реджина Марія Піа» Королівських військово-морських сил Італії другої половини 19-го століття. 

## Історія створення
Броненосець «Кастельфідардо» був закладений 27 липня 1862 року на верфі «Gouin et Guibert» у місті Сен-Назер у Франції. 
Спущений на воду 1 серпня 1863 року, вступив у стрій 1 травня 1864 року.
Свою назву корабель отримав на честь битви під Кастельфідардо 18 серпня 1860 року під час експедиції тисячі Джузеппе Гарібальді.

## Історія служби

### Битва біля Лісси
Під час битви біля Лісси «Кастельфідардо» входив до складу дивізії адмірала Вакки, разом з кораблями «Прінчіпе ді Каріньяно» (флагман) та «Анкона».
Після прибуття до острова Лісса командувач італійської ескадри Карло Пелліон ді Персано наказав кораблям дивізії Вакки обстрілювати берегові батареї, але Вакка повідомив, що гармати його кораблів не можуть підніматись на достатню висоту для обстрілу.
Вранці 20 липня, коли надійшла звістка про підхід австрійських кораблів, адмірал Персано вишикував свої кораблі у кільватерну колону. Але з початком бою він переніс свій прапор з «Ре д'Італія» на «Аффондаторе». Операція зайняла 10 хвилин, але між дивізіями Персано та Вакки утворився розрив, в який спрямував свій удар командувач австрійським флотом Вільгельм фон Тегетгофф.
Кораблі Вакки повернули на лівий борт, намагаючись атакувати другу лінію австрійських кораблів, але були відбиті вогнем фрегатів «Донау», «Радецький» і «Шварценберг». Внаслідок цього найсильніші австрійські кораблі атакували броненосці Персано, який залишився без допомоги. 
Згодом цей маневр був визнаний помилкою, яка вплинула на перебіг бою не менше, ніж невдалі дії адміралів Персано та Альбіні.
Загалом у бою «Кастельфідардо» не зазнав серйозних пошкоджень, хоча каюта капітана була пошкоджена ворожим вогнем.

### Подальша служба
Після війни «Кастельфідардо» був перебудований в броненосець із центральною батареєю. Дві 220-мм гармати були встановлені в носовій частині, вісім 203-мм гармат були розміщені в казематі (по чотири з кожного борту), ще одна гармата - в кормовій частині. 
У 1871 році озброєння корабля знову було змінене. На ньому були встановлені дві 254-мм гармати в носовій частині і вісім 203-мм гармат в казематі, по чотири з кожного борту. У 1880 році озброєння було змінене ще раз. Замість 254-мм гармат були встановлені дві 220-мм гармати, а в кормовій частині була встановлена ще одна 203-мм гармата. 
У 1888-1890 роках корабель був модернізований та переозброєний. Тепер його озброєння складалось з вісьмох 152-мм гармат у казематі та декількох гармат меншого калібру для захисту від міноносців - п'яти 120-мм гармат, чотирьох 57-мм гармат і восьми 37-мм гармат Готчкіса. Також на кораблі були встановлені два торпедних апарати.
На щорічних маневрах флоту у 1885 році «Кастельфідардо» разом з броненосцем «Прінчіпе Амадео», корветом «Амеріго Веспуччі», шлюпом та чотирма міноносцями входив до складу «Східної ескадри», яка мала відбивати атаку «Західної ескадри», імітуючи франко-італійський конфлікт біля Сардинії.
У 1899 році «Кастельфідардо» був включений до складу 2-ї ескадри флоту, коди також входили броненосці «Аффондаторе» і «Січіліа», а також торпедні крейсери «Партенопе і «Уранія».
Наступного року «Кастельфідардо» був перетворений на навчальний корабель. Він використовувався в цій якості до 1910 року, після чого був виключений зі складу флоту і зданий на злам.